# Friedrich Wilhelm Heinrich Ferdinand von Ingersleben
Friedrich Wilhelm Heinrich Ferdinand von Ingersleben (* 9. September 1746; † 1814) war ein preußischer Oberst, der wegen der Übergabe der Festung Küstrin 1807 in Abwesenheit zum Tode verurteilt wurde.

## Leben

### Herkunft
Er entstammte dem Adelsgeschlecht von Ingersleben und war der Sohn des preußischen Generalmajors und Kommandeurs der Leibgarde Johann Ludwig von Ingersleben (1703–1757) und dessen Ehefrau Charlotte Dorothea Eva, Witwe des Majors Ernst Friedrich von Platen, geborene von Herold (1712–1777). Sein Bruder Karl Heinrich Ludwig (1753–1831) diente ebenfalls als preußischer Offizier.

### Militärkarriere
Ingersleben war Offizier der preußischen Armee und erhielt im Ersten Koalitionskrieg den Orden Pour le Mérite. Bekannt wurde er, als er im Vierten Koalitionskrieg am 1. November 1806 die reichlich verproviantierte Festung Küstrin ohne Aufforderung einem französischen Reiterhaufen übergab. Dies stand in krassem Widerspruch zu dem vorher gegenüber Friedrich Wilhelm III. geäußerten Versprechen „er werde die Festung halten, bis ihm das Schnupftuch in der Tasche brenne“. Die Franzosen behielten Küstrin auch nach dem Frieden und räumten es erst am 20. März 1814 nach längerer Belagerung. Friedrich Wilhelm wurde 1807 in Abwesenheit zum Tode verurteilt und auch nicht wie in anderen Fällen durch den König begnadigt. Er starb 1814 außerhalb Preußens. Sein Bruder Karl von Ingersleben wurde wegen der Kapitulation von Stettin ebenfalls suspendiert und eine Untersuchung gegen ihn angestrengt. Die Akten sind nicht erhalten, aber ein Schreiben des Staatskanzlers Fürst Hardenberg vom 15. März 1816 zeigt, dass Karl im Gegensatz zu seinem Bruder „völlig von aller Beschuldigung freigesprochen“ wurde.

### Familie
Ingersleben war zweimal verheiratet:
⚭ N.N. von Brösigke († 1796)
⚭ N.N. von Massow